# Clarissa Ward
Clarissa Ward, née le 31 janvier 1980 à Londres, est une journaliste de télévision anglo-américaine. 
Depuis ses débuts sur la chaîne Fox News en 2003, elle a couvert  la plupart des grands événements internationaux et obtenu de nombreuses distinctions pour son travail lors de la guerre civile en Syrie, de la guerre d'Irak et en Afghanistan. Elle a également couvert l'incursion russe en Géorgie et le tsunami au Japon en 2011. Ses reportages lui forgent une renommée mondiale, en particulier sa couverture de la guerre syrienne. 
Elle est successivement correspondante pour ABC News, pour CBS News et, actuellement correspondante internationale en chef de CNN. 

## Biographie

### Jeunesse et formation
Clarissa Ward est née à Londres, le 31 janvier 1980, d'un père britannique et d'une mère américaine. Elle grandit à Londres et à New York et fait sa scolarité dans un pensionnat britannique. Elle est diplômée en littérature comparée de l'université de Yale et obtient un doctorat honorifique en lettres du Middlebury College en 2013,. Elle parle couramment le français, l'italien, le russe, l'arabe et l'espagnol et connaît les bases du chinois mandarin. 

### Carrière
Après les attentats du World Trade Center, Clarissa Ward se dirige vers le journalisme. Elle débute comme assistante au service d'édition de nuit de Fox News en 2003, devient rédactrice en chef puis entame rapidement une carrière de correspondante. Clarissa Ward couvre la guerre israélo-libanaise, l'enlèvement de Gilad Shalit et l'action militaire israélienne qui s'est ensuivie dans la bande de Gaza, le procès et l'exécution de Saddam Hussein, le référendum constitutionnel irakien de 2005, la guerre d'Irak en 2007, les émeutes de l'Université arabe de Beyrouth et les attentats de Bikfaya en 2007. Elle conduit des entretiens avec des personnalités célèbres comme le général David Petraeus, le vice-premier ministre irakien Barham Salih et le président libanais Émile Lahoud. Elle travaille aussi comme journaliste embarquée avec l'armée américaine en Irak, notamment à Baqubah. 
À Beyrouth, puis à Moscou pour ABC News, elle couvre en particulier les élections présidentielles russes et l'intervention russe en Géorgie. Clarissa Ward est ensuite transférée à Pékin comme correspondante pour l'Asie et couvre le tremblement de terre et le tsunami de Tōhoku en 2011 au Japon. En 2019, elle est une des premières reporters occidentales à traiter de la vie dans les zones contrôlées par les talibans en Afghanistan. 
Elle est ensuite envoyée spéciale pour CBS en 2011 puis rejoint CNN le 21 septembre 2015, où elle prend, en 2018, le poste le plus prestigieux de la profession, celui de cheffe des correspondants, à la suite de Christiane Amanpour. 
En Syrie, en 2016, Clarissa Ward fait un travail remarqué. En situation de repli, aux côtés de la population d'Alep, elle raconte à quoi ressemble le quotidien sous les bombardements russes et du régime de Bachar el-Assad. Le 8 août 2016, elle prend la parole lors d'une réunion du Conseil de sécurité des Nations Unies pour témoigner de ce qu'elle a vu lors de la bataille d'Alep : « J’ai été une correspondante de guerre pendant plus de dix ans, j’ai été en Irak, en Afghanistan, à Gaza et dans tous les terribles conflits que vous pouvez imaginer. Je n’ai jamais vu quelque chose de semblable à ce qu’il se passe à Alep. Il n’y a aucun vainqueur à Alep »,. 
En décembre 2020, dans une enquête conjointe de The Insider et Bellingcat en coopération avec CNN et Der Spiegel, elle raconte comment des membres du Service fédéral de sécurité russe (FSB) ont traqué Alexeï Navalny pendant des années, y compris juste avant son empoisonnement en août 2020. Ce reportage est récompensé de deux Emmy Awards
Elle est à Kaboul lorsque les talibans prennent la ville en août 2021, mais quitte le pays peu après un ultime entretien avec eux. 
Elle déclare qu'être une femme journaliste a souvent été un avantage pour elle, au Moyen-Orient également. « Contrairement à mes collègues masculins, j'ai eu accès à la population féminine. Parfois, une femme apparaît aussi moins menaçante, et c'est un réel avantage dans les zones de conflit. »
Le 14 décembre 2023, elle devient la première journaliste occidentale à entrer dans la bande de Gaza sans l'accord de l'armée israélienne et à y faire un reportage indépendant depuis le début de la guerre à Gaza en 2023,. 
Mercredi 11 décembre 2024, Clarissa Ward couvre pour CNN en Syrie la libération du dernier prisonnier d’une prison à Damas. Pour plusieurs médias et Verify-Sy, média syrien membre du réseau international de fact-checking IFCN, Clarissa Ward  aurait été dupée car ce prisonnier nommé Salama Mohammed Salama qui se révèle être un ancien officier de renseignement du régime syrien. 

### Vie privée
Clarissa Ward est mariée au gestionnaire de fonds Philipp von Bernstorff depuis novembre 2016 et ils ont trois enfants.

## Récompenses
Clarissa Ward est récompensée à maintes reprises pour son travail de journaliste.  
- 2011 : Peabody Award pour son travail undercover lors du soulèvement en Syrie[11]
- 2013 : duPont Columbia Award pour son travail en Syrie pour CBS News[12]
- 2014 : Murrow Award for International Reporting 2015 de l'Université d'État de Washington[13]
- 2016 :   
  - Peabody Award pour le reportage CNN: ISIS in Iraq and Syria, Undercover in Syria, Battle for Mosul [14]
  - David Kaplan Award pour Undercover in Syria[15]
  - Excellence in International Reporting Award du Centre international de journalistes[16]
- 2019 : Reporter de l'année pour l’Alliance pour les femmes dans les médias (AWM) [3]
- 2020 : duPont Award avec Nic Robertson pour le reportage de CNN sur l'assassinat de Jamal Khashoggi[12]

Elle reçoit aussi sept Emmy Awards et des distinctions de la Radio and Television Correspondents' Association .   

## Publications
- On All Fronts : The Education of a Journalist, Penguin Press, 2020, 336 p.  (ISBN 978-0525561477)